# Hubert Olborski
Hubert Olborski (ur. 1976) – profesjonalny polski kulturysta. Mistrz Polski w kulturystyce do 80 kg.

## Ważniejsze osiągnięcia
- 2000:
  - European Amateur Championships − federacja IFBB, kategoria średnia − IV m-ce
  - World Amateur Championships − fed. IFBB, kat. średnia − V m-ce
- 2002:
  - European Amateur Championships − fed. IFBB, kat. średnia − II m-ce
  - World Amateur Championships − fed. IFBB, kat. średnia − IX m-ce
- 2003:
  - World Amateur Championships − fed. IFBB, kat. lekkośrednia − XII m-ce
- 2005:
  - European Championships − fed. NABBA, kat. niskich zawodników − I m-ce
  - World Championships − fed. NABBA, kat. niskich zawodników − I m-ce

## Warunki fizyczne
- wzrost: 169 cm
- waga: 90 kg
- obwód klatki piersiowej: 123 cm
- obwód ramienia: 47 cm
- obwód uda: 69 cm